# Claudio Arañó y Arañó
Claudio Arañó y Arañó (Barcelona, 1827-Barcelona, 1884) fue un industrial español.

## Biografía
Nació en Barcelona el 9 de septiembre de 1827, hijo de Cayetano Arañó y Torrénts e Isabel Arañó y Perera, una familia establecida en la calle de Junqueras de Barcelona, dedicada a la fabricación de pañuelos y tartanes de lana. Su abuelo José Arañó también tuvo una fábrica en Manresa, dedicada a comienzos del siglo XIX a la fabricación de damascos de seda y piqués de algodón. Comenzó trabajando en la fábrica de sus padres y con diecinueve años de edad pasó a estar al frente del establecimiento. Fue socio de Antonio Escubós y también se dedicó a la fabricación de tejidos mecánicos de algodón en colores, telas de Vichy y similares. Fundó fábricas en San Martín de Provensals, Mollet y Santa Perpetua, en las cuales llegaron a funcionar 300 telares mecánicos y 100 manuales. Descrito como «una de las personalidades más destacables de la industria catalana del siglo XIX», falleció el 7 de junio de 1884 en Barcelona.